# Nghiên cứu viên
Nghiên cứu viên, theo nghĩa rộng, chỉ những người hoạt động trong lĩnh vực nghiên cứu khoa học. Theo nghĩa rộng, nghiên cứu viên được xem như là một nghề. Theo nghĩa hẹp, đó là một ngạch trong hệ thống ngạch viên chức.
Tại Việt Nam, nghiên cứu viên được xem là một nghề trong hệ thống chức danh nghề nghiệp. 
Tương tự như các nghề khác, nghề nghiên cứu viên cũng được phân theo các ngạch từ thấp đến cao trong hệ thống ngạch viên chức trong chính phủ Việt Nam: nghiên cứu viên, nghiên cứu viên chính và nghiên cứu viên cao cấp.
Theo tiêu chuẩn nghiệp vụ các ngạch viên chức ngành khoa học và công nghệ, được bộ Nội vụ Việt Nam ban hành ngày 5 tháng 10 năm 2006 (quyết định số 11/2006/QĐ-BNV), thì nghiên cứu viên là viên chức chuyên nghiên cứu khoa học và phát triển công nghệ với những nhiệm vụ có độ phức tạp ở mức trung bình (tức là thực hiện các đề tài và dự án do các bộ giao). Mức độ này để phân biệt với ngạch nghiên cứu viên chính và nghiên cứu viên cao cấp thực hiện các công việc có độ phức tạp cao hơn. Cụ thể, các nghiên cứu viên cần có trình độ học vấn tối thiểu là trình độ đại học, tham gia xây dựng kế hoạch và trực tiếp thực hiện nghiên cứu đề tài cấp bộ, tổng hợp kết quả nghiên cứu và hoàn thiện kết quả trước khi đưa vào sản xuất và đời sống, có khả năng viết báo cáo và biên soạn tài liệu liên quan đến hoạt động, đồng thời tham gia sinh hoạt học thuật chuyên ngành để tăng cường kiến thức và hướng dẫn đào tạo sinh viên đại học.
Cũng theo quyết định trên của bộ Nội vụ Việt Nam, các nghiên cứu viên cũng cần có thêm khả năng tổ chức nhóm nghiên cứu, điều hành và phối hợp công việc, nắm bắt được xu hướng phát triển khoa học và công nghệ trên thế giới.
Các Ngạch bậc
1. Nghiên cứu viên
2. Nghiên cứu viên chính
3. Nghiên cứu viên cao cấp

Ngày 01 tháng 10 năm 2014, Bộ Khoa học và Công nghệ cùng Bộ Nội vụ đã ban hành Thông tư liên tịch số 24/2014/TTLT-BKHCN-BNV quy định Chức danh và Tiêu chuẩn nghề nghiệp viên chức chuyên ngành Khoa học và Công nghệ (các Quyết định cũ đều bãi bỏ, bao gồm cả Quyết định số 11/2006/QĐ-BNV nêu trên).
Theo đó, Thông tư cũng chia thành 02 nhóm (Nhóm chức danh nghiên cứu khoa học và Nhóm chức danh công nghệ):
1) Nhóm chức danh Nghiên cứu khoa học (gọi tắt là nhóm Khoa học), gồm:
- Nghiên cứu viên cao cấp, mã số (V.05.01.01), tương đương viên chức Hạng I
- Nghiên cứu viên chính, mã số (V.05.01.02), tương đương viên chức Hạng II
- Nghiên cứu viên, mã số (V.05.01.03), tương đương viên chức Hạng III
- Trợ lý nghiên cứu, mã số (V.05.01.04), tương đương viên chức Hạng IV
2) Nhóm Công nghệ, gồm:
- Kỹ sư cao cấp, mã số (V.05.02.05), tương đương viên chức Hạng I
- Kỹ sư chính, mã số (V.05.02.06), tương đương viên chức Hạng II
- Kỹ sư, mã số (V.05.02.07), tương đương viên chức Hạng III
- Kỹ thuật viên, mã số (V.05.02.08), tương đương viên chức Hạng IV
Ngoài ra, mỗi chức danh đều được quy định cụ thể về tiêu chuẩn phải có.